# Шишкин, Николай Константинович
Никола́й Константи́нович Ши́шкин (19 декабря 1921 — 3 сентября 2010) — советский офицер, артиллерист-самоходчик в годы Великой Отечественной войны. На боевом счету экипажа Н. К. Шишкина (оценочно) — от 20 до 30 единиц бронетехники противника. Участник Парада Победы на Красной площади в Москве 24 июня 1945 года.
Один из главных военных теоретиков в части боевого применения танков в СССР и России. Заслуженный деятель науки России, доктор военных наук, профессор, полковник в отставке.

## Биография

### Ранние годы
Родился 19 декабря 1921 года в Челябинске в семье рабочих. В 1939 году с золотой медалью окончил семилетнюю среднюю школу № 1 в городе Петропавловске и в том же году без экзаменов был зачислен студентом на металлургический факультет Уральского политехнического института в Свердловске. Член ВЛКСМ с 1938 года.

### Советско-финская война. Наводчик орудия полковой артиллерийской батареи
Проучившись в институте два месяца, осенью 1939 года, с началом советско-финской войны, добровольно вступил в ряды Рабоче-Крестьянской Красной Армии. В качестве наводчика орудия прошёл курс боевой подготовки в 613-м стрелковом полку (в городе Ачинске), после чего в составе полка был направлен на Карельский перешеек. Орудийный расчёт Н. К. Шишкина (командир орудия — младший командир С. В. Сёмин) в полковой артиллерийской батарее участвовал в прорыве линии Маннергейма и штурме Выборга.

Было непросто преодолевать хорошо организованные укреплённые районы, полосы и опорные пункты, многочисленные противотанковые надолбы, так как не хватало опыта, тяжёлых орудий и бомб, мощных бронемашин, а от мороза двигатели не запускались, машины вязли в глубоком снежном покрове. Боевое крещение наш расчёт принял, когда по пояс в снегу и в мороз до пятидесяти градусов тянул за атакующей пехотой полковую 76-миллиметровую пушку на лямках, а потом — и стволом вперёд.
— Н. К. Шишкин о советско-финской войне
По воспоминаниям Н. К. Шишкина, в одном из боёв финны прорвались к штабу полка, и хотя орудие было неисправно (не работал накатник), артиллеристы развернули его и открыли огонь по противнику, накатывая пушку вручную. За этот эпизод командир орудия младший командир С. В. Сёмин был удостоен звания Героя Советского Союза.
В 1940 году 613-й стрелковый полк был переброшен на полуостров Ханко в состав 8-й стрелковой бригады для обороны военно-морской базы Балтийского флота, дислоцировавшейся на этом полуострове. Н. К. Шишкин был назначен командиром орудия. Бригада готовила оборонительные сооружения на самом перешейке и по берегам, обустраивала границу, строила жильё, занимались боевой подготовкой. В 1940 году за активную работу по оборудованию границы народный комиссар Военно-Морского Флота СССР адмирал Н. Г. Кузнецов вручил артиллеристу часы с выгравированной надписью «Красноармейцу Шишкину Николаю Константиновичу».
В мае 1941 года, как старослужащего, младшего сержанта командира орудия 335-го стрелкового полка 8-й отдельной стрелковой бригады Н. К. Шишкина должны были демобилизовать, но в середине июня полку было приказано занять боевые позиции на границе. По воспоминаниям Н. К. Шишкина, его «орудие находилось в опорном пункте стрелковой роты лейтенанта Емельяненко, в 400 метрах от границы. На позицию было доставлено около двухсот боевых снарядов. Вокруг дзотов и артиллерийских орудий установили минные поля. Впереди был вырыт противотанковый ров, в несколько рядов натянута колючая проволока». В этом состоянии полк находился до 22 июня 1941 года.

### Начало Великой Отечественной войны
Помню, как 22 июня 1941 года командир полка объявил — фашистская Германия напала на нашу страну. А вскоре над нашими позициями были сбиты первые самолёты с чёрно-белой свастикой на крыльях. Однако в атаку на нашем участке гитлеровские войска перешли только 1 июля. Немецкая артиллерия обрушила на позиции наших войск буквально шквал огня.
— Н. К. Шишкин о начале войны

### Оборона военно-морской базы на полуострове Ханко
Задача орудийного расчёта младшего сержанта Н. К. Шишкина состояла в прикрытии промежутка между пулемётными дзотами. В бою в ночь с 30 июня на 1 июля 1941 года пулемётчики лейтенанта И. Емельянова и артиллерийский расчёт Н. К. Шишкина отразили атаку численностью до двух рот противника, уничтожив более 200 вражеских солдат и офицеров, из которых 40 — на личном счету расчёта Н. К. Шишкина.

Я увидел, как немецкие солдаты пытались забросать гранатами один из наших пулемётных расчётов, взобравшись на крышу второго дзота. И тогда командир пулемётного взвода лейтенант Иван Емельянов вызвал огонь на себя. Непросто мне было подать команду: «По колпаку дзота. Шрапнелью… ОГОНЬ». Сразу после выстрела вижу, как немцев словно ветром сдуло с дзота, но другие пытаются по ложбинке обойти нашу оборону. Исход боя решали минуты. Открываем огонь в упор по немцам. Через несколько минут поле боя было буквально усеяно десятками трупов вражеских солдат и офицеров. Но противник продолжал упорно рваться вперёд, атаки следовали одна за другой. Ствол нашего орудия раскалился так, что до него нельзя было дотронуться. Расчёт выпустил почти весь заготовленный боезапас, осталось только несколько снарядов.
— Н. К. Шишкин о своём первом бое в Великой Отечественной войне
По оценке командира 8-й отдельной стрелковой бригады генерал-майора Н. П. Симоняка, «во время боёв с белофиннами он проявил себя как решительный, инициативный командир орудия, бесстрашный в бою, беспощадно громивший белофиннов». За этот эпизод Н. К. Шишкин был награждён медалью «За отвагу» (20 декабря 1941).

### Оборона и попытка прорыва блокады Ленинграда
После 164 дней обороны полуострова Ханко, 8-я стрелковая бригада была эвакуирована морем в осаждённый Ленинград. Здесь бригаду поставили в оборону в районе Невской Дубровки.
Отличился 2 сентября 1942 года во время попытки прорыва блокады Ленинграда в районе села Ивановское под Усть-Тосно (Усть-Тосненская операция). Двигаясь в боевых порядках наступающей пехоты, орудие Н. К. Шишкина вело огонь по обнаруженным огневым средствам противника. Будучи контужен в результате авиабомбардировки, в одиночку развернул орудие в сторону контратакующей пехоты противника и рассеял её прицельным огнём.
По воспоминаниям Н. К. Шишкина:

Я потом сутки отлёживался, приходил в себя — меня знобило. Потом я принял вторую пушку и с этой пушкой мы продвигались вперёд. Её тоже покалечило при бомбёжке.
За эти бои я первый раз был представлен к званию Героя Советского Союза, но бои были неудачные. Потери были большие и после этих боёв командующий фронтом, собрал отличившихся сержантов и сказал: «Я могу вам своей властью присвоить звания младших лейтенантов, или дать документы на 3—4 месяца на учёбу на Большую землю в училище». Кто-то остался, а я и ещё несколько ребят отправились на Большую землю. Наверное, я смалодушничал, но прошедший год я воевал честно и просто устал, хотелось отдохнуть от войны, голода, холода.

За этот бой Н. К. Шишкин был награждён второй медалью «За отвагу». Советские войска на этом направлении захватили село Усть-Тосно и выгодный в тактическом отношении плацдарм у села Ивановское («Ивановский пятачок»).

### Артиллерист-самоходчик
Вскоре Н. К. Шишкин был направлен на учёбу во Второе артиллерийское училище (Саратов), по окончании которого в апреле 1943 года в звании лейтенанта был назначен командиром самоходной артиллерийской установки СУ-152. Машину нужно было получить в Челябинске, а в это время там формировался 30-й Уральский добровольческий танковый корпус. В составе его 1545-го тяжёлого самоходно-артиллерийского полка (подполковник Т. Е. Карташов) лейтенант Н. К. Шишкин был направлен на фронт.

### Орловское направление Курской дуги
Участник контрнаступления под Орлом во время Курской битвы. Первый бой в качестве артиллериста-самоходчика Н. К. Шишкин принял на реке Нугрь, за которой на возвышенности находилась деревня Большая Чернь, превращённая немцами в опорный пункт. При наступлении на немецкие позиции экипаж уничтожил несколько танков противника, среди которых оказались несколько Т-34 с немецкими опознавательными знаками, а также одно противотанковое орудие.

Танки форсировали неглубокую речку, обходя Большую Чернь слева. Мы прикрывали огнём их манёвр. Вдруг во фланг атакующим танкам вышло три или четыре «Пантеры» и открыли огонь. Я так скажу, если танк противника появился в полутора километрах, то различить его тип можно только в бинокль, да с упора, да в неподвижной машине и то не всегда. Ну, а в реальной обстановке на поле боя, в пыли, в дыму, мы их не рассматривали. Так вот с тысячи метров мы их сожгли, по крайней мере три штуки остались на месте. Продвинулись вперёд, смотрим, и у меня волосы дыбом — это наши Т-34. Всё — трибунал! Только проехав ещё немного и увидев кресты на башнях, я успокоился — танки оказались немецкие. Я был прав — они по нашим стреляли, но если бы это были наши танки, вряд ли мне удалось бы доказать свою правоту…
— Н. К. Шишкин, по книге: Драбкин А. В. Я дрался с Панцерваффе
За бои за Большую Чернь на реке Нугрь Н. К. Шишкин был награждён орденом Красной Звезды и назначен командиром батареи в звании старшего лейтенанта. Из 49 дней, в течение которых длилась Курская битва, 30 дней батарея Н. К. Шишкина находилась в боях, подбила десятки танков противника, заняла совместно с танкистами и пехотой многие укреплённые пункты орловского плацдарма противника. Вскоре полк стал 376-м гвардейским тяжёлым танко-самоходным и был передан в состав 5-й гвардейской танковой армии.

### Дальнейшая служба. Освобождение города Толочина
С конца 1943 года и до начала 1944 года полк Н. К. Шишкина стоял на формировании в районе города Карачев. Артиллеристы получали новую материальную часть, ремонтировали старую, занимались боевой подготовкой и обучали людей. Как бывший наводчик, Н. К. Шишкин много внимания уделял обучению своих экипажей стрельбе.
В апреле 1944 года 5-я гвардейская танковая армия вела бои на Правобережной Украине, в Карпатах. Весной в Румынии при прорыве укреплённой позиции в районе Тыргу-Фрумос Н. К. Шишкин был ранен. В июне армию перебросили в Белоруссию, где 26 июня в ходе операции «Багратион» бригада была введена в прорыв на минском направлении в качестве передового отряда 3-го Котельниковского танкового корпуса. После того как был сбит мощный заслон противника в районе населённых пунктов Смоляны и Озерцы, самоходчики вместе с танкистами ворвались в Толочин — крупный узел железнодорожных и шоссейных дорог.

Удар танкистов и самоходчиков был столь стремительным, что противник не только не успел угнать стоявшие на путях поезда, но не смог даже предупредить, остановить идущие к станции эшелоны. Не знаю, насколько верно с точки зрения факта, но корпусной поэт Осип Колычев писал в своих стихах о боях в Толочине, как некий озорной танкист по имени Ваня Самоходов сел на место диспетчера и какое-то время принимал эшелоны. Говорили, что это было на самом деле.
— Н. К. Шишкин об освобождении города Толочина
При преследовании отходящих сил немцев в сторону Борисова, в районе населённого пункта Бобр Н. К. Шишкин был тяжело ранен осколком снаряда, чудом остался жив.

…тут начался артналёт немцев. Я — бегом к машине. Вдруг взрыв, удар. Как будто кто-то со всей силы ударил палкой по пряжке ремня. Стою. Что-то тёплое разливается под гимнастёркой. Потом, когда в палатке полевого госпиталя меня оперировали, врач сказал:
— Повезло же тебе, парень!
Осколок сидел так глубоко, что до него врач не смог добраться. Он так и «сидит» во мне уже седьмой десяток лет.
— Н. К. Шишкин
В ту же ночь советские войска овладели насёленным пунктом Бобр, и к исходу дня 26 июня дорога на Борисов, Минск была открыта. За умелые действия батареей в боях по овладению городами Бобр и Толочин старший лейтенант Н. К. Шишкин был награждён орденом Красного Знамени.

### Завершение войны
376-й гвардейский тяжёлый танкосамоходный полк в составе 10-го Уральского добровольческого танкового корпуса 4-й гвардейской танковой армии и в составе 3-го Котельниковского танкового корпуса 5-й гвардейской танковой армии участвовал в боях на Брянском, 2-м Украинском, 3-м Белорусском, 1-м Прибалтийском, 2-м Белорусском фронтах, в Восточно-Прусской и Берлинской операциях.
В январе 1945 года в ходе Восточно-Прусской операции под Эльбингом батарее Н. К. Шишкина была поставлена задача перерезать автостраду Кёнигсберг—Эльбинг и удерживать на ней узел дорог в районе Гросс—Штобой с целью не допустить прорыва немцев на запад. В течение трёх суток батарея отражала многочисленные атаки танков и пехоты. В условиях нехватки боеприпасов дело доходило до рукопашных схваток, в ход шли гранаты. Вышло из строя две «самоходки», однако артиллеристы выдержали. Было взято в плен несколько десятков солдат противника. За этот эпизод многие самоходчики были награждены, Н. К. Шишкин был повторно представлен к званию Героя Советского Союза, однако был награждён вторым орденом Красного Знамени.
Будучи заместителем командира 376-го гвардейского тяжёлого танко-самоходного полка, Н. К. Шишкин встретил День Победы под Берлином и расписался на Рейхстаге.
За годы войны на боевом счету экипажа Н. К. Шишкина (по его собственной оценке) — от 20 до 30 единиц бронетехники противника.
Участник Парада Победы на Красной площади в Москве 24 июня 1945 года (в составе сводного 2-го Белорусского фронта).

### Послевоенные годы. Научная деятельность
В мае 1945 года Н. К. Шишкин был направлен на учёбу в Военную академию бронетанковых войск, после окончания которой в 1949 году поступил в адъюнктуру и в дальнейшем продолжил работу на кафедре тактики, внеся большой вклад в развитие военной науки в СССР.

Помню, как обращаясь к слушателям-фронтовикам, начальник академии генерал-лейтенант танковых войск Г. Н. Ковалёв сказал: «Учёба — это тоже бой, бой за овладение вершинами военной науки. Поэтому будьте, товарищи фронтовики, гвардейцами и в науке». И мы, буквально засучив рукава, сели за учёбу.
— Н. К. Шишкин
Защитил кандидатскую и докторскую диссертации, став доктором военных наук, профессором.
За участие в разработке книги «Военное искусство и танки» Н. К. Шишкину была присуждена премия имени М. В. Фрунзе МО РФ, за ряд других научных трудов — премия имени А. А. Свечина (АВН).
Член двух диссертационных советов. Как научный руководитель, профессор Н. К. Шишкин подготовил 39 кандидатов и 5 докторов военных наук. В 1968—1989 годах на Кубе готовил группу офицеров высшего военно-политического руководства РВС по вопросам оперативного искусства и тактики. В 1960-х—1970-х годах читал лекции в ряде стран Варшавского договора.
Увлекался живописью. Осталось известно несколько его полотен.
В 1989 году по истечении срока военной службы полковник Н. К. Шишкин был уволен из Вооружённых Сил. Занимался исследовательской и преподавательской работой сначала в Бронетанковой академии (профессор кафедры тактики), затем в Общевойсковой академии Вооружённых Сил Российской Федерации. В качестве профессора кафедры оперативного искусства читал лекции и занимался научной работой в Военной академии Генерального Штаба ВС РФ. Член Академии проблем безопасности, обороны и правопорядка
Жил в Москве.
Умер 3 сентября 2010 года. Похоронен на Троекуровском кладбище города Москвы.

## Вклад в военную науку
В своих военно-научных трудах доктор военных наук профессор Н. К. Шишкин исследовал проблемные вопросы военной теории и практики в области оперативного искусства и тактики, развития военной техники, особенно бронетанковой.
В 1970-х годах Н. К. Шишкин занимался вопросами эффективной борьбы с танками и противотанковыми средствами, в 1980-х — проблемами, связанными с высокоточным оружием, внедрением в войска средств автоматизации, анализом боевых возможностей и боевой эффективности войск.
По оценке Н. К. Шишкина, существует тенденция роста и удельного веса танков в составе общевойсковых группировок войск, участвующих в локальных войнах и вооружённых конфликтах. Например, в арабо-израильских войнах в 1967 году участвовало 3000 танков, в 1973 году — 6700, в зоне Персидского залива («Буря в пустыне») — более 9000 и т. д. По мнению учёного, в обозримом будущем альтернативы танкам не предвидится — наоборот, продолжится процесс «бронизации» сухопутных войск. Для танкового противоборства характерен переход от ближнего боя (с дистанции в среднем 600—800 м, как это было в прошлом) к дальнему огневому бою с дистанции 2000—2500 м и более.
Автор и соавтор более 280 печатных трудов, в том числе 14 учебников, 9 военно-теоретических трудов, нескольких монографий, более 30 учебных пособий, ряда статей в Военном энциклопедическом словаре и Советской военной энциклопедии, нескольких десятков статей в военных журналах.

#### Избранная библиография
- Шишкин Н. К. Марш и встречный бой.
- (в соавторстве). Танки и танковые войска / под общей редакцией главного маршала бронетанковых войск А. X. Бабаджаняна. — М.: Воениздат, 1970 (1-е издание), 1980 (2-е издание).
- Шишкин Н. К. Военное искусство и танки.
- Шишкин Н. К. Эволюция тактики общевойскового боя.
- Шишкин Н. К. Танки в бою и операции.
- Шишкин Н. К. Танки в локальных войнах и вооружённых конфликтах // Вооружение. Политика. Конверсия. — 2000. — № 4.
- Шишкин Н. К. Фактор поля боя в вооружённой борьбе.
- Шишкин Н. К. Применение танковых войск в современных операциях.
- Шишкин Н. К. Тактика танковых войск Советской Армии в годы Великой Отечественной войны и её эволюция в послевоенное время // Военная мысль. — 2010. — № 5. — С. 35—40.

## Награды и звания
Советские государственные награды:
- два ордена Красного Знамени (22 августа 1944, 1945)
- Орден Отечественной войны I степени (1985)
- Орден Отечественной войны II степени (12 мая 1944)
- два ордена Красной Звезды (11 августа 1943, 1944)
- орден «Знак Почёта» (1961)
- орден «За службу Родине в Вооружённых Силах СССР» II степени (1987)
- орден «За службу Родине в Вооружённых Силах СССР» III степени (1975)
- 30 медалей — в том числе
  - две медали «За отвагу» (20 декабря 1941, 1942)
  - медаль «За боевые заслуги»

Негосударственные награды (Академия проблем безопасности, обороны и правопорядка):
- Орден Святого Александра Невского
- Орден Ломоносова

Заслуженный деятель науки Российской Федерации, почётный профессор Военной академии бронетанковых войск имени Р. Я. Малиновского, действительный член Академии военных наук.

## Оценки и мнения
Н. К. Шишкин, по книге: Драбкин А. В. Я дрался с Панцерваффе:

…наш первый бой, но когда мы из него вышли, то оказалось, что соседний танковый полк, которым волею судьбы командовал наш бывший командир полка, потерял почти все машины. Мы потом разговаривали с ребятами: «Ну как с нашим дураком воевать? Только и знает, что „Вперёд!“». А Карташов нам говорил: «Полезете на рожон, я вас первый прихлопну! Вот кустики, вот овражек, вот скирда, используйте местность, внезапность, скрытность». Вот такие командиры и выигрывали войну. Нашего командира ценили и начальство, и солдаты, поскольку полк всегда был готов и к бою, и к маршу. Первыми командами после боя были: «осмотреть оружие, выверить прицелы, заправить машины боеприпасами и горючим, проверить ходовую». Только потом разрешалось поесть и поспать. Поэтому у нас подбитых танков много, а потери небольшие.
Конечно, относительно небольшие потери в нашем полку объясняются ещё и тем, что нас использовали для поддержки. Мы только обеспечивали выполнение задачи основным боевым подразделениям — танковым и стрелковым, которым нас придавали, а не решали самостоятельные задачи.

Леонид Сергеевич Золотов, генерал-полковник, начальник Общевойсковой академии Вооружённых Сил Российской Федерации:

Для нашей академии он просто бесценен. Это один из сильнейших специалистов в вопросах боевого применения танковых войск, развития бронетанковой техники и других видов вооружения. Вообще, редко встретишь человека, который сочетал бы в себе высочайшую теоретическую подготовку, боевой опыт, полученный в двух войнах, войсковую практику, энциклопедизм и глубину научного мышления. Всё это нужно ещё помножить на колоссальную трудоспособность и преданность армии.

Михаил Крошовец, полковник, старший преподаватель кафедры тактики:

Его работоспособности можно только позавидовать. Энергии, как у атомного реактора. Едет в санаторий — обязательно берёт с собой два чемодана литературы для работы. На даче — то же самое. А вы бы видели, какой там порядок. Каждое деревце подвязано, грядочки ровненькие, как шеренги на параде. Диву даёшься: как человек всё успевает, да ещё так качественно, старательно!
Квартира Шишкина давно уже стала «нештатным кабинетом» кафедры, на которой он работает. Изо дня в день, по будням и выходным туда приходят за помощью будущие кандидаты и доктора наук.
К слову, бывая у него в гостях, коллеги и питомцы узнавали о ещё одной грани таланта педагога и учёного. Он пишет картины, преимущественно пейзажи.

Н. К. Шишкин:

Я не могу прожить и дня без работы. Когда прихожу домой, чувствую себя неуютно до тех пор, пока не сяду за стол, не возьму ручку и не начну писать, зачёркивать и снова писать…

### Комментарии
1. 1 2  

— Сколько всего у вас подбитых танков?

— Как считать. Сам же я не стрелял. Я отдавал команды. Вот моя самоходка подбила, наверное, 2—3 десятка танков, ну, а батарея — ещё больше, конечно.

Источник: Драбкин А. В. Шишкин Николай Константинович // Я дрался с Панцерваффе. «Двойной оклад — тройная смерть!» / По материалам сайта «Я помню». — М.: Яуза, Эксмо, 2007. — С. 258. — 352 с. — (Война и мы). — 10 000 экз. — ISBN 978-5-699-20524-0..
2. ↑  В наградном листе с представлением С. В. Сёмина к званию Героя Советского Союза этот эпизод описан несколько иначе: «27 февраля 1940 года в бою на озере Муола-Ярви белофинны открыли по нашим частям сильный миномётный, пулемётный и орудийный огонь. В этот напряжённый момент бесстрашный артиллерист Сёмин снова применил свой излюбленный и испытанный метод, несмотря на огонь, он выдвинул орудие вперёд и прямой наводкой уничтожил огневые точки белофиннов. Путь был свободен и пехота прошла на берег, занимая новые позиции» (из наградного листа С. В. Сёмина от 5 марта 1940 года с представлением к званию Героя Советского Союза, страница 1. ОБД «Подвиг Народа»).
3. ↑  Так в оригинале. На самом деле лейтенант Иван Никитович Емельянов, командир взвода 333-го стрелкового полка 8-й отдельной стрелковой дивизии (согласно наградному листу И. Н. Емельянова от 17 октября 1941 года с представлением к ордену Красной Звезды, страница 1. ОБД «Подвиг Народа»).
4. ↑  Был представлен к ордену Красной Звезды, но награждён орденом Ленина (согласно наградному листу И. Н. Емельянова от 17 октября 1941 года с представлением к ордену Красной Звезды, страница 1. ОБД «Подвиг Народа»).